# Angie
〈Angie〉는 1973년 음반 《Goats Head Soup》에 수록된 영국의 록 밴드 롤링 스톤스의 곡이다.

## 배경
이 곡은 대부분의 롤링 스톤스 곡들이 그렇듯이 믹 재거와 키스 리처즈 모두에게 인정받고 있지만, 리처즈가 거의 완전히 작곡한 것으로 알려져 있다. 〈Angie〉는 1972년 11월과 12월에 녹음되었으며, 로맨스의 끝을 특징으로 하는 어쿠스틱 기타 주도의 발라드다. 리처즈가 작곡한 이 곡의 독특한 피아노 반주는 롤링 스톤스의 녹음 세션 단골인 니키 홉킨스가 음반에서 연주했다. 이 곡의 현은 (또 다른 곡인 〈Winter〉은 물론) 니키 해리슨이 편곡했다. 원곡 녹음의 특이한 특징은 (최종 보컬이 공연되기 전에 만든) 가수 믹 재거의 보컬 가이드 트랙이 곡 전체에서 희미하게 들리는 것(때로는 "유령 보컬"이라고 불린다)이다.
1973년 8월 싱글로 발매된 〈Angie〉는 미국 빌보드 핫 100에서 곧바로 정상에 올라 영국 싱글 차트 5위에 올랐다. 이 곡은 또한 캐나다와 호주에서 각각 5주 동안 1위를 차지했으며 유럽과 전 세계의 많은 나라에서 1위를 차지했다.
곡의 길이 때문에, 일부 라디오 방송국은 곡의 길이가 긴 코다와 제2악기 부분을 생략하고 3분으로 단축하는 편집을 했다.
이 곡은 데이비드 보위의 첫 번째 부인 안젤라, 키스 리처즈의 갓 태어난 딸 단델리온 안젤라, 여배우 앤지 디킨슨 등에 관한 것이라는 추측이 있었다. 1993년, 롤링 스톤스의 컴필레이션 음반 《Jump Back: The Best of The Rolling Stones》의 라이너 노트를 위한 인터뷰에서, 리처즈는 이 타이틀이 그의 아기 딸에게서 영감을 받았다고 말했다.

## 뮤직 비디오
2개의 뮤직비디오가 이 노래를 홍보하기 위해 촬영되었다.

## 차트

### 주간 차트
| 차트 (1973–74)                    | 최고 순위 |
| --------------------------------- | --------- |
| Australia (켄트 뮤직 리포트)      | 1         |
| 오스트리아 (Ö3 오스트리아 탑 40)  | 8         |
| 벨기에 (울트라탑 50 플랑드르)     | 1         |
| Canada (RPM) Top Singles          | 1         |
| Canada (RPM) Adult Contemporary   | 39        |
| Denmark (en:Tracklisten)          | 4         |
| Finland (Suomen virallinen lista) | 16        |
| France (프랑스 음반 협회)         | 1         |
| 독일 (미디어 컨트롤 AG)           | 2         |
| 아일랜드 (IRMA)                   | 9         |
| Italy (en:Hit Parade)             | 3         |
| 네덜란드 (싱글 톱 100)            | 1         |
| 뉴질랜드 (레코드 뮤직 NZ)         | 2         |
| 노르웨이 (VG-리스타)              | 1         |
| South Africa (Springbok)          | 2         |
| 스위스 (슈바이처 히트파라데)      | 1         |
| 영국 싱글 (오피셜 차트 컴퍼니)    | 5         |
| 미국 빌보드 핫 100                | 1         |
| US Billboard Adult Contemporary   | 38        |
| US Cash Box Top 100               | 1         |

### 연말 차트
| 차트 (1973)                  | 순위 |
| ---------------------------- | ---- |
| Australia                    | 19   |
| Canada                       | 6    |
| Netherlands (Single Top 100) | 2    |
| Switzerland                  | 2    |
| US Billboard                 | 85   |
| US Cash Box                  | 69   |